# 圖爾茨

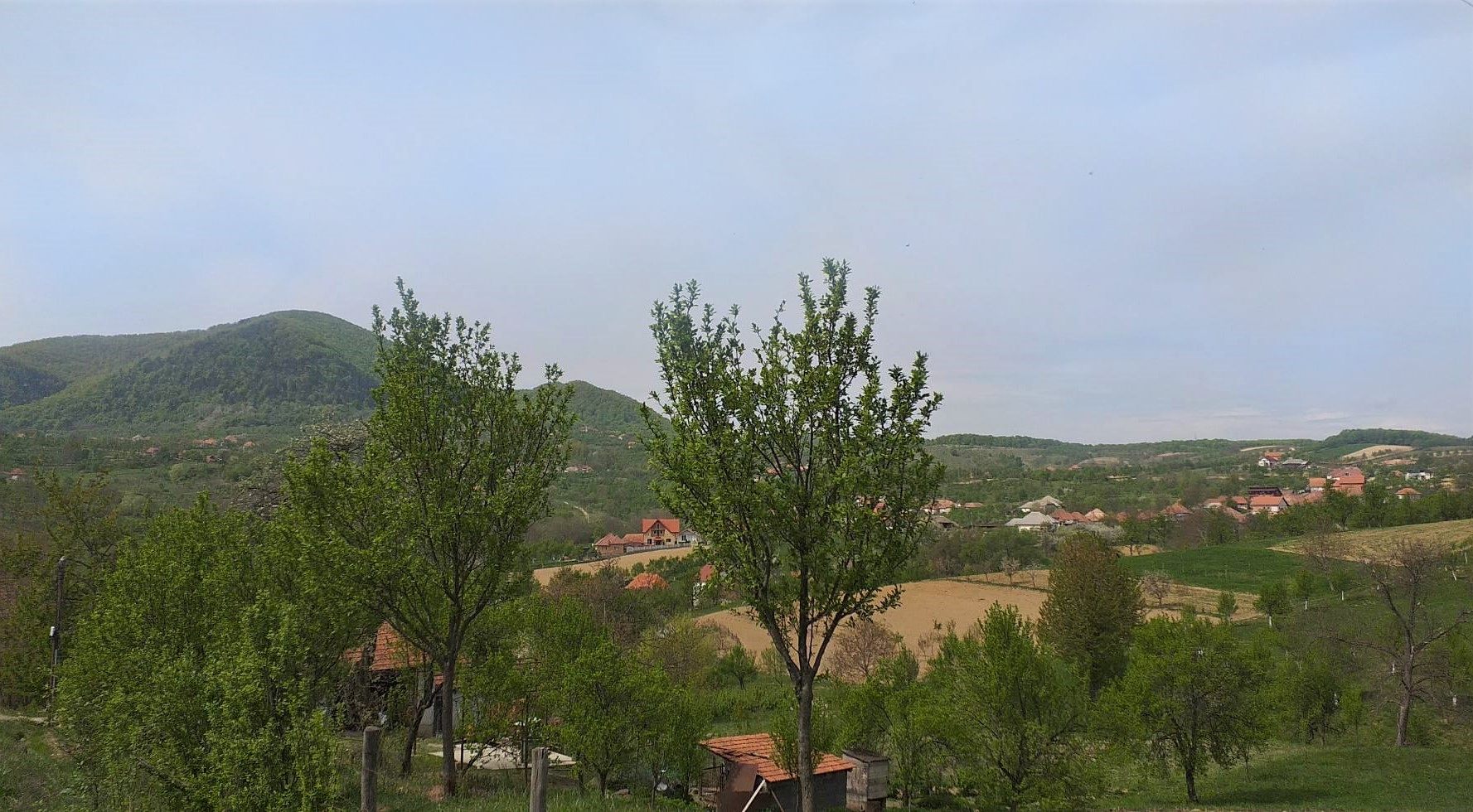
圖爾茨

圖爾茨鄉（羅馬尼亞語：Turț）是位於羅馬尼亞西北部薩圖馬雷縣的一個鄉份，位於該國西北部，人口6579人。圖爾特由三個村莊組成，是Gherţa Mare，Turţ和Turţ-Băi (Turcfürdő)，面積82平方公里，海拔高度157米。圖爾特靠近羅馬尼亞和匈牙利的國境，有不少人口是匈牙利人。